# Le Danger dans la peau
Le Danger dans la peau (sous-titre : La Sanction de Bourne, titre original : The Bourne Sanction) est un roman d'Eric Van Lustbader paru en 2008. Il s'agit du sixième volet de Jason Bourne après La Mémoire dans la peau, La Mort dans la peau et La Vengeance dans la peau de Robert Ludlum, La Peur dans la peau et La Trahison dans la peau d'Eric Van Lustbader.

## Résumé
Jason Bourne a repris la vie tranquille de David Webb, professeur de linguistique à Georgetown. Mais lorsque son ami Dominic Speder est enlevé sous ses yeux, il n'hésite pas à se lancer sur les traces de la mystérieuse Légion Noire, un ancien bataillon SS reconverti dans le terrorisme, qui s'apprête à frapper sur le sol américain.
Jason Bourne va s'employer à démanteler ce réseau. Mais, sur sa route, se dressent les tueurs de la NSA, ainsi que le redoutable Leonid Arkadine.

De Washington à Munich, en passant par Moscou, une course-poursuite s'engage sur Terre, sur Mer et dans les airs, riche en suspense et en rebondissements, et qui plonge Bourne dans les arcanes des services secrets américains. 